# Krynickie Towarzystwo Kulturalne im. Jana Kiepury

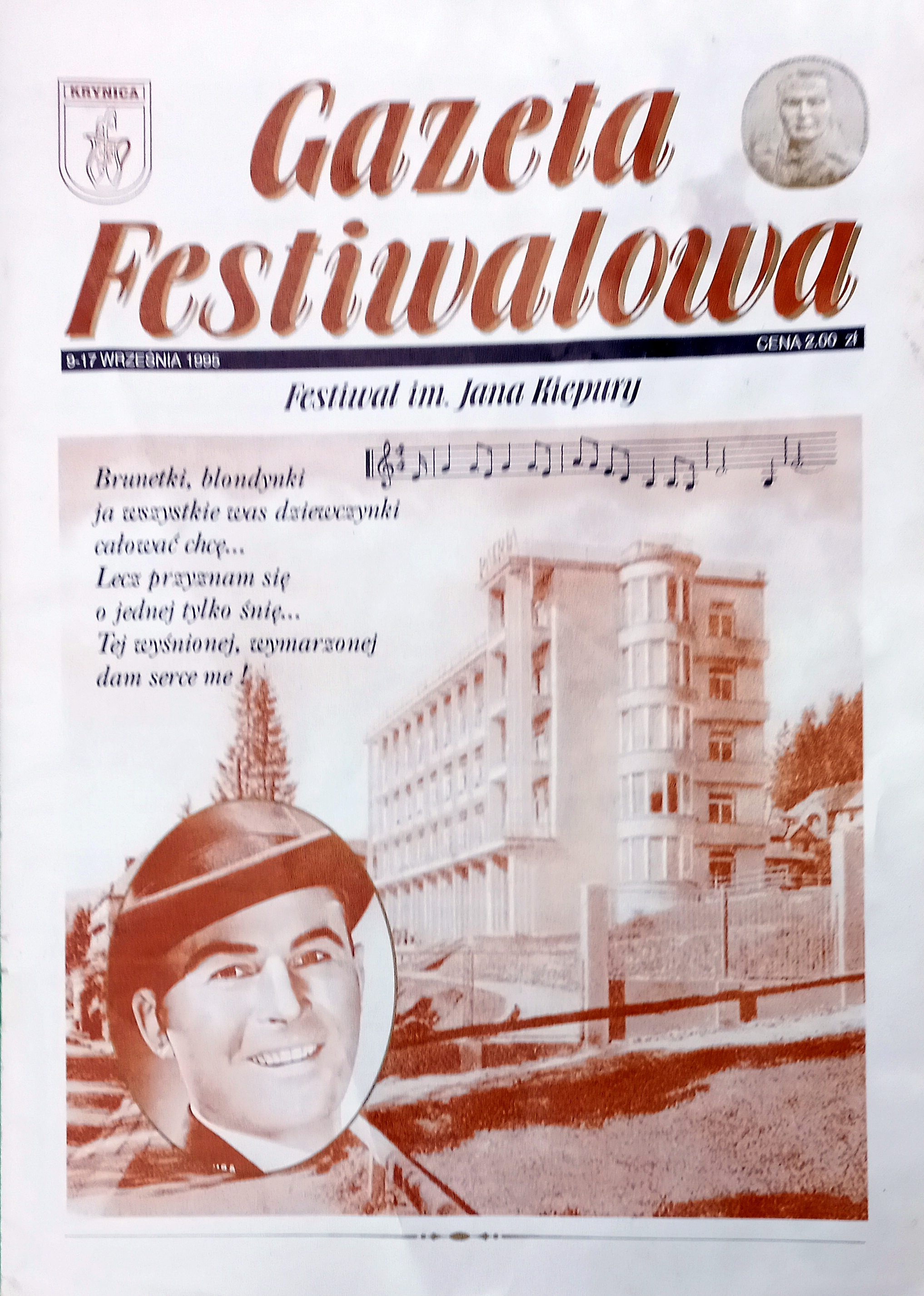
Gazeta Festiwalowa

Krynickie Towarzystwo Kulturalne im. Jana Kiepury (KTK im. J. Kiepury) – towarzystwo z siedzibą w Krynica Zdrój, zajmujące się propagowaniem kultury muzycznej Jana Kiepury. Działa od 1986 roku. Jest organizatorem licznych koncertów, spotkań i wykładów poświęconych kulturze muzycznej. 

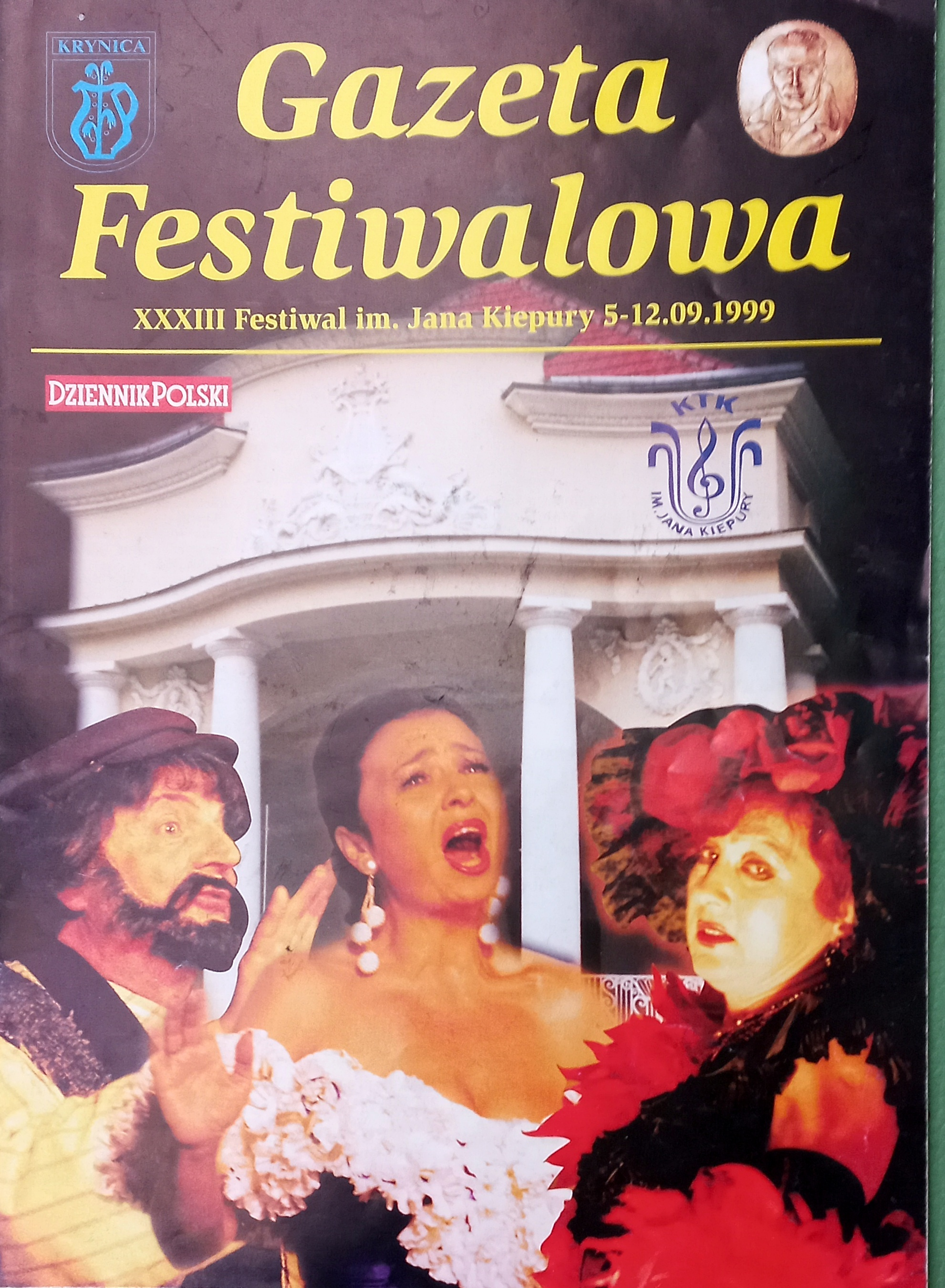
„Gazeta Festiwalowa”, wydana przed X-lecia powstania Krynickie Towarzystwo Kulturalne im. Jana Kiepury (KTK im. J. Kiepury)

## Historia
Towarzystwo zostało założone 14 maja 1986 r. z inicjatywy Andrzeja Piaska, późniejszego prezesa Zarządu, przy współudziale Jerzego Skrzypskiego, Lucyny Janus, Kazimierza Żelechowskiego, Krzysztofa Barona oraz Klary Kocemby.
Towarzystwo zostało zarejestrowane sądownie, a jego statut został opracowany. Od momentu powstania zajmuje się upowszechnianiem muzyki, propagowaniem sztuki śpiewaczej Jana Kiepury oraz podejmowaniem i realizacją działań związanych z historią, kulturą i życiem artystycznym Krynica Zdrój.
W początkowej fazie towarzystwo pomagało w organizacji Festiwali im. Jana Kiepury oraz spotkań po festiwalach. Z inicjatywy towarzystwa odrestaurowano salę baletową w Starym Domu Zdrojowym i przyczyniono się do budowy pomnika „Obrońcom-Zwycięzcom” autorstwa Bronisława Chromego. W Krynicy wydano album „Wspomnienia z muzycznej Krynicy”, zainicjowano budowę teatru oraz zbierano środki finansowe na rozwój towarzystwa.
W ciągu roku towarzystwo organizuje wiele wydarzeń kulturalnych, w tym koncerty z okazji urodzin Jana Kiepury, Letnie Festiwale Muzyczne (od 2002 roku) oraz Międzynarodowy Konkurs Wokalny im. Jana Kiepury, odbywający się od 2012 roku.
Z okazji obchodów X-lecia towarzystwa założono „Kiepura Klub”, a w tym czasie gościła Marta Eggerth-Kiepura. Rozpoczęto również wydawanie „Gazety Festiwalowej” pod redakcją Danuty Chrostowskiej.
Wspólnie z firmą SILESJA towarzystwo organizowało koncerty dla laureatów Międzynarodowych Konkursów Muzycznych. Zorganizowało również Kurs Mistrzowski prowadzony przez prof. Gerharda Kahrego z Austrii. Od 2013 roku co roku odbywa się „walka” wokalistów z całego świata.
Siedziba Towarzystwa Kulturalnego im. Jana Kiepury w Krynica Zdrój mieści się w budynku Patria.
Zorganizowano tu obchody 25-lecia i 30-lecia towarzystwa. Za jej kadencji dotychczasowi prezesi otrzymali od władz miasta „Złoty Herb Krynicy-Zdroju” w uznaniu wieloletniej działalności na polu kultury i sztuki, przyczyniając się tym samym do promocji Krynica-Zdrój.
Towarzystwo pełniło również rolę współorganizatora przedsięwzięć upamiętniających Jana Kiepury, takich jak:
- wmurowanie tablicy pamiątkowej poświęconej Janowi Kiepurze w Muszli Koncertowej;
- budowa pomnika „Jana Kiepury”[7];
- przyczynienie się do budowy pomnika „Obrońcom Zwycięzcom” autorstwa Bronisława Chromego;
- odbudowa sali balowej w Starym Domu Zdrojowym.

Od 1986 roku towarzystwo nosi imię Jana Kiepury.

## Współczesna działalność
Projektami artystycznymi realizowanymi przez Krynickie Towarzystwo Kulturalne są trzy cykliczne wydarzenia w roku:
- Koncert z okazji rocznicy urodzin Jana Kiepury[8]
- Letni Festiwal Muzyczny
- Międzynarodowy Konkurs Wokalny im. Jana Kiepury w Krynica Zdrój[9]

## Prezesi WTM
(na podstawie materiału źródłowego)
- Andrzej Piasek 1986 – 1995
- Lucyna Janus Górka 1995 – 1997
- Barbara Cieniawa 1997 – 2004
- Małgorzata Miecznikowska Gurgul 2004 – 2022
- Viktoria Andrea Gurgul 2022 –

Wybitne postacie w kulturze Polski pomocne w realizacji programu i wsparcia towarzystwa:
- prof. dr hab. Mariola Cieniawa – Puchała
- prof. dr hab. Tadeusz Przonka
- prof. zw. dr hab. Feliks Widera[11]